# Carmenta

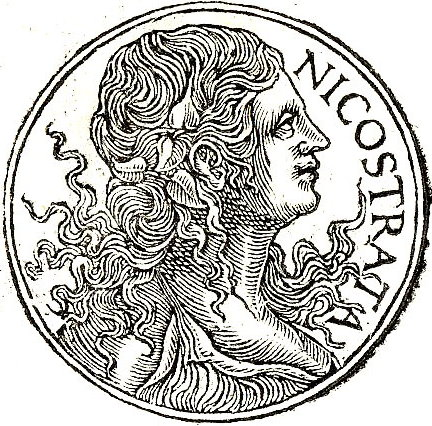
Carmenta

Carmenta (latin Carmentis) var i romersk religion barnafödselns och graviditetens gudinna. Hon förknippas även med teknisk innovation och skydd för mödrar, barn och barnmorskor. Det var också hon, enligt sägen, som uppfann det latinska alfabetet. Hon var sierska med profetisk förmåga. Hon var mor till arkadiern Evander. 
Hennes festival, Carmentalia, firades den 11 januari. Det var förbjudet att bära skinn i hennes tempel vid Porta Carmentalis i Rom. 
Carmenta avbildas i konsten med en krona av bondbönor och med en harpa för att symbolisera den profetiska förmåga som förutspår de nyföddas öde.